# Urgență nucleară sau radiologică

## Clasificarea urgențelor
Planurile de urgență trebuie să fie flexibile pentru a fi aplicabile la accidente de diverse severități. Aceasta poate fi realizată prin clasificarea situațiilor în concordanță cu condițiile centralei. Dimensiunea organizației și a măsurilor de urgență necesare pentru rezolvarea unei situații particulare sunt descrise pentru fiecare clasă de răspuns la urgență. Într-o anume măsură, în prezent sunt utilizate în diverse țări diferite nume și sisteme pentru clasele de urgență. IAEA definește generic (TECDOC-955) trei niveluri posibile de urgență: alertă, urgență pe amplasament și urgență generală.
- Alerta: se declară în evenimentele care implică o descreștere semnificativă sau necunoscută în nivelul de protecție al populației sau al personalului de pe amplasament. În general, cerința către organizația operator este de a informa autoritatea de securitate nucleară și organizația pentru pregătiri la urgență în exteriorul amplasamentului. Sunt realizate evaluări adiționale ale condițiilor centralei iar starea de pregătire a organizațiilor de răspuns de pe amplasament și din exteriorul amplasamentului este crescută.

- Urgență pe amplasament: se declară în evenimentele care conduc la o scădere majoră a nivelului de protecție al populației sau personalului de pe amplasament. Organizația operator trebuie să alerteze autoritatea de securitate nucleară și organizația pentru pregătiri la urgență în exteriorul amplasamentului. Această stare poate implica acțiuni în interiorul amplasamentului realizate de către unități de pompieri sau de salvare din exteriorul amplasamentului. Trebuie realizate acțiuni pentru controlul dozei la persoanele de pe amplasament și trebuie realizate pregătiri pentru a implementa măsuri de protecție în exteriorul amplasamentului.

- Urgență generală: se declară în evenimentele care conduc la o eliberare curentă sau la pericolul unei eliberări de material radioactiv în mediu. Organizația pentru pregătiri la urgență în exteriorul amplasamentului trebuie să fie prompt alertată și trebuie făcută, în același timp, o recomandare pentru populație asupra acțiunilor de protecție urgente. Alarma va declanșa răspunsul operațional la urgență în concordanță cu planul de urgență în exteriorul amplasamentului.

Clasificarea accidentului nu trebuie confundată cu clasificarea evenimentelor nucleare în concordanță cu Scara Internațională a Evenimentelor Nucleare (INES) care clasifică evenimentele în șapte categorii în concordanță cu anumite criterii specifice. Asocierea unui nivel INES este imposibilă în faza inițială a unui eveniment și aceasta nu constituie o bază a răspunsului.

## Identificarea obiectivelor și a bazelor planificării
Identificarea obiectivelor și bazelor răspunsului la urgență este necesară pentru dezvoltarea pregătirilor și planurilor la urgență pentru urgențe nucleare sau radiologice. Aceasta ghidează dezvoltarea politicilor de răspuns la urgență și va fixa cerințele pentru resurse și metodele utilizate pentru atingerea obiectivelor identificate.

### Obiective generale
Indicațiile internaționale furnizează următoarele obiective generale pentru planificarea la urgență:
- reducerea riscului sau limitarea consecințelor accidentului la sursa acestuia (responsabilitatea operatorului sursei),
- prevenirea efectelor deterministe grave asupra sănătății ex. decesul (responsabilitatea combinată a operatorului și a organizațiilor din exteriorul amplasamentului) și
- reducerea efectelor stocastice probabile asupra sănătății (ex. cancer) cât mai mult posibil, în mod rezonabil, (responsabilitatea combinată a operatorului și a organizațiilor din exteriorul amplasamentului).

Măsurile de protecție sunt utilizate pentru a evita efectele asupra sănătății. Indicațiile internaționale specifică niveluri de intervenție generice (GIL) în termeni de doze evitate pentru măsurile de protecție urgente și nivelurile de acțiune generice (GAL) în termeni de concentrații ale activității în alimente. În plus, nivelurile de intervenție operaționale (OIL), cum sunt debitele de doză sau alte tipuri de niveluri de acțiune măsurabile, trebuie să se identifice în planurile de urgență. OIL-urile sunt necesare pentru identificarea practică a necesității de a implementa acțiuni de protecție întrucât dozele evitate nu pot fi măsurate. Justificarea și optimizarea sunt utilizate în determinarea obiectivelor și a politicilor de implementare a măsurilor de intervenție.
Deși obiectivul de bază al răspunsului la urgență este prevenirea sau reducerea dozelor radiologice, o situație de urgență la o centrală nucleară afectează societatea și modul normal de viață al populației, din punct de vedere social și psihologic, în multe moduri care trebuie identificate și avute în vedere. Multe sectoare economice precum producția alimentară, transportul, turismul și comerțul materiilor prime și al produselor de consum pot fi rapid influențate ca o consecință a unei situații de urgență. Aceasta stabilește cerințele pentru abordarea unei situații cu probleme la multiple niveluri și cu caracteristici variabile. Aceste efecte sunt mult mai profunde în fazele târzii ale unei urgențe. Fără îndoială, acestea au un impact și multe dintre ele trebuie abordate încă de la început.

### Bazele planificării
Necesitatea planificării la urgență și a răspunsului la urgență depind de tipurile de situații de urgență prevăzute. Pentru analiza pericolelor sunt identificate activitățile care necesită planificare iar caracteristicile posibile ale situațiilor de urgență sunt evaluate prin analize ale evoluțiilor accidentului și ale consecințelor. Planificarea și pregătirile pentru urgență sunt necesare pentru accidente la centrale nucleare, reactori de cercetare, instalații de procesare a combustibilului (în special instalații de reprocesare și depozitare a combustibilului nuclear ars), transportul materialelor radioactive, utilizarea industrială a materialelor radioactive, reintrări ale sateliților, accidente împlicând arme nucleare și explozii de muniții nucleare. Accidentele din alte țări necesită pregătiri și trebuie incluse în scenariile de pericol.
Aceast articol se concentrează, în primul rând, asupra accidentelor la centrale nucleare. Totuși, considerații, principii și metode similare se aplică și altor tipuri de urgențe. Planurile de urgență trebuie să fie suficient de flexibile pentru a putea trata accidente privind diferite tipuri de activități și având grade variabile de severitate. Astfel, planurile de urgență trebuie să asigure un răspuns adecvat atât pentru incidente minore cât și pentru accidente severe.
Consecințele accidentelor și acțiunile de protecție necesare depind de caracteristicile demografice ale împrejurimilor locului accidentului. Dacă accidentele nucleare pot afecta grupuri mari de populație sau mari facilități industriale este necesară o planificare atentă. De exemplu, este mult mai fezabilă evacuarea unui mic număr de persoane și, astfel, pentru evacuare pot fi considerate nivele de intervenție mai mici. În plus, infrastructura zonei accidentului determină, de asemenea, fezabilitatea măsurilor de intervenție. Capacitățile de trafic ale rutelor de transport pot limita viteza evacuării. În consecință, dirijarea este necesară în mod special pentru a preveni blocarea rutelor. Clădirile mari asigură o adăpostire mai bună decât căsuțele mici. Aranjamentele practice de a avea tablete de iod disponibile la timp includ, dacă este necesar, predistribuirea sau stocarea, suplimentate de planuri de distribuire care se bazează pe măsuri fezabile în situațiile de accident prevăzute. Măsurile în agricultură depind, în mare măsură, de circumstanțe particulare precum recolta produsă, disponibilitatea alimentelor necontaminate și chiar de reacția pieței.
Mai mulți factori afectează capacitatea de răspuns. Planurile trebuie să fie flexibile pentru a aborda situații de diverse severități și cu diverse evoluții în timp. Sunt necesare resurse umane și materiale pentru activarea organizației de răspuns, culegerea informațiilor, evaluarea situației, luarea deciziilor, informarea populației, implementarea măsurilor de protecție și informarea mijloacelor de știri. Situațiile de urgență supun personalul organizației de răspuns la urgență la situații dificile. Caracteristicile de tipul informațiilor limitate și nesigure în faza de început și mari cantități de date în fazele ulterioare ale unei urgențe, urgența deciziilor și a măsurilor întreprinse, cererea mare de informații în diverse structuri ale organizațiilor de răspuns și din partea mijloacelor de informare și a populației creează un cadru de lucru dificil pentru răspunsul la urgență și, în consecință, creează stres. Situația se complică și mai mult datorită multor organizații care participă la răspuns pe amplasament, la nivel local, regional, național și internațional. Co-ordonarea activităților este esențială. Atenta planificare și pregătire a personalului permit soluționarea acestor probleme.

### Răspunsul coordonat și integrat al organizațiilor implicate
Planurile de urgență naționale și locale sunt pregătite pentru urgențe radiologice în concordanță cu scenariile de pericol avute în vedere. Multe agenții publice dar și particulare sunt implicate în răspunsul la urgență. Planul național de urgență pentru urgențe radiologice trebuie să definească în mod clar responsabilitățile pentru planificare și răspuns. Integrarea răspunsului planificat la urgențe radiologice cu pregătirile existente pentru alte tipuri de accidente crește eficiența și gradul efectiv de utilizare a resurselor. Sarcinile de a răspunde în alte tipuri de dezastre creează experiență în acțiunile și managementul urgenței.
Coordonarea răspunslui este unul dintre elementele cheie ale managementului eficient al unui sistem de răspuns complicat cu multe organizații participante de la diferite niveluri și cu sarcini diferite. Multe funcțiuni ale răspunsului la urgență, cum sunt evaluarea riscului și a efectelor radiologice și implementarea contramăsurilor, sunt desfășurate de organizații și persoane care nu interacționează în mod normal. Coordonarea răspunsului la urgență necesită atât definirea clară a responsabilităților și autorităților cât și sisteme eficiente de comunicații și informații. Concepția operațiilor explică politicile principale ale răspunsului la urgență și aranjamentele pentru activitățile de răspuns. În plus, pentru fiecare sarcină trebuie pregătite proceduri clare și destul de detaliate în scopul asigurării implementării structurii și a răspunsului planificate.

## Prezentare generală a pregătirilor pentru urgență nucleară

### Pregătiri pentru urgență în exteriorul amplasamentului
Prima preocupare într-o urgență nucleară sau radiologică este de a proteja populația și muncitorii împotriva efectelor nocive ale radiațiilor ionizante. Eficiența măsurilor de protecție va depinde foarte mult de gradul de realizare corespunzătoare a planurilor de urgență pregătite anterior. Preplanificarea răspunsului la urgență este necesară, de asemenea, deoarece în accidentele nucleare majore sunt mai multe organizații la diferite niveluri, în plus față de licențiat, care participă la măsurile de intervenție și deoarece convențiile internaționale cer notificarea promptă și informarea continuă asupra accidentului. Pentru a asigura cea mai bună protecție posibilă pentru oameni și informarea corespunzătoare a celorlalte părți și a populației, planurile de urgență trebuie să fie disponibile la orice nivel.
Un accident care cauzează dispersia materialelor radioactive în mediu se poate produce la centrale nucleare, vase sau submarine cu propulsie nucleară, reactori de cercetare sau de învățământ, instalații din ciclul combustibilului nuclear, instalații în care se utilizează  surse de radiație sau în cursul transportului materialelor radioactive. De asemenea, reintrarea în atmosferă a sateliților cu surse nucleare sau terorismul cu materiale nucleare pot cauza situații în care sunt necesare acțiuni de protecție prompte. Consecințele radiologice vor fi specifice fiecărui tip de eveniment, atât în ceea ce privește natura cât și magnitudinea, fiind neverosimilă existența unei secvențe unice de accident pe care să se bazeze planurile de răspuns la urgență. Datorită diferențelor culturale, politice și naționale nu este posibilă formularea unui model comun al planificării la urgență pentru toate țările. Totuși, este rezonabilă încercarea de a formula un cadru general al planificării la urgență în scopul de a identifica caracteristicile comune ale planurilor la urgență și de a defini anumite concepte care trebuie înțelese în același mod în fiecare țară. Acest articol tratează aspectele generale ale planificării pentru urgențe radiologice, aspecte care au fost acceptate la nivel internațional.

### Structura de bază a pregătirilor pentru urgență în exteriorul amplasamentului
Ideea de bază a pregătirilor pentru urgență radiologică este că licențiatul și toate organizațiile care intervin sunt atât de bine pregătite pentru a limita consecințele unui accident nuclear sau radiologic încât pot fi prevenite toate efectele deterministe grave asupra sănătății iar probabilitatea efectelor stocastice asupra sănătății este redusă cât de mult este rezonabil  posibil. Pentru atingerea acestui obiectiv licențiatul trebuie să fie capabil să reducă riscul sau să micșoreze consecințele accidentului la sursa acestuia (pe amplasament) iar organizațiile de intervenție din exteriorul amplasamentului să fie capabile să realizeze acțiuni protective cât mai eficient posibil. Aceasta necesită o bună preplanificare la toate nivelurile.
Răspunsul eficient la urgență necesită planificarea la urgență integrată prin:
Nivelul utilizatorului sau instalației:
Personalul instalației sau personalul care utilizează materiale radioactive la momentul producerii accidentului este responsabil pentru:
- acțiuni imediate pentru limitarea accidentului,
- protejarea persoanelor de la locul accidentului,
- notificarea organizațiilor de urgență din exteriorul amplasamentului și
- asigurarea asistenței tehnice și a recomandărilor pentru acțiuni de protecție către persoanele oficiale în caz de urgență din exteriorul amplasamentului.

Nivelul exteriorul amplasamentului:
Organizațiile din exteriorul amplasamentului sunt divizate, în mod normal, în organizații locale și naționale sau regionale. Organizațiile locale sunt agenții guvernamentale și de sprijin incluzând poliția, pompierii, apărarea civilă sau personalul medical, responsabile pentru:
- asigurarea sprijinului imediat către instalație sau utilizatorul materialelor radioactive,
- realizarea protecției prompte a populației din vecinătate și
- realizarea monitorizării mediului.

Organizațiile naționale sau regionale sunt agenții guvernamentale responsabile pentru:
- sprijinirea oficialităților locale,
- acțiuni de protecție pe termen lung și
- realizarea monitorizării mediului.

### Categorii și domenii de planificare
Pentru a fi posibilă scrierea planurilor și procedurilor de urgență pe amplasament și în exteriorul amplasamentului, fiecare instalație radiologică și nucleară trebuie să fie clasificată și trebuie realizate analize de risc și evaluări ale consecințelor accidentelor. Au fost formulate indicațiile internaționale (IAEA-TECDOC-953) pentru a clasifica instalațiile și domeniile în cinci categorii variind de la reactori nucleari și inventare de combustibil ars mari până la domenii pentru care singura contramăsură posibilă este limitarea consumului anumitor alimente datorită accidentelor din exteriorul țării (a se vedea tabelul 1). Cu cât sunt mai grave consecințele potențiale ale unui accident în exteriorul amplasamentului cu atât este mai strict setul de cerințe pentru planificarea la urgență.

Categorii de planificare la urgență conform definirii de către IAEA:
| Categoria | Descrierea domeniului de aplicare a categoriei |
| --------- | --- |
| I         | Instalații cu potențial pentru eliberări foarte mari rezultând în efecte deterministe grave în exteriorul amplasamentului. Necesită planificare din partea autorităților din exteriorul amplasamentului pentru a răspunde prompt în cazul unui accident la instalație. |
| II        | Instalații cu potențial pentru eliberări care conduc la doze în exteriorul amplasamentului peste nivelurile de intervenție dar fără pericol sau cu pericol mic relativ la dozele care cauzează efecte deterministe asupra sănătății în exteriorul amplasamentului. Necesită planificare din partea autorităților din exteriorul amplasamentului pentru cazul unui accident la instalație. |
| III       | Instalații fără risc semnificativ în exteriorul amplasamentului dar cu potențial pentru accidente care cauzează efecte deterministe asupra sănătății pe amplasament. Obligațiile de planificare privesc, în principal, serviciile de pompieri și salvare, poliția și autoritățile medicale. |
| IV        | Zone cu un pericol mic sau fără un pericol cunoscut. |
| V         | Zone cu o probabilitate substanțială a necesității de a implementa măsuri de intervenție legate de alimente, în cazul unui accident. Instalațiile clasificate în categoriile I și II sunt acelea care au un potențial pentru eliberări de materiale radioactive care conduc la doze în exteriorul amplasamentului peste nivelurile de intervenție generice predeterminate (GIL). Pentru aceste instalații, planificarea la urgență poate fi discutată în termenii a trei zone de planificare la urgență (concept convenabil pentru a defini domeniul de acoperire al planului), așa cum se descrie în continuare: |

Zona de acțiune preventivă (PAZ)O zonă predesemnată în jurul instalației, în care au fost preplanificate acțiuni de protecție urgente care vor fi implementate imediat la declararea unei urgențe generale. Obiectivul este de a reduce substanțial riscul efectelor deterministe asupra sănătății prin implementarea acțiunilor de protecție înaintea unei eliberări. Această zonă se extinde până la câțiva km de la instalație.
Zona de planificare pentru acțiuni de protecție urgente (UPZ)O zonă predesemnată în jurul instalației în care sunt realizate pregătiri pentru implementarea promptă a acțiunilor de protecție urgente, pe baza monitorizării mediului. Această zonă se poate extinde până la câteva zeci de kilometri de la instalație.
Zona de planificare a acțiunilor de protecție pe termen lung (LPZ)O zonă predesemnată în jurul instalației, având o dimensiune mai mare și incluzând zona de planificare a acțiunilor de proteție urgente. Pentru această zonă trebuie realizate pregătiri anterioare pentru implementarea acțiunilor de protecție pentru a reduce dozele pe termen lung. Această zonă se poate extinde până la câteva sute de kilometri de la instalație.
Întrucât zonele de planificare nu sunt neapărat limitate de granițele naționale, organizațiile locale din exteriorul amplasamentului pot include, de asemenea, persoane oficiale din țările vecine.

### Criterii de intervenție predeterminate
În faza planificării la urgență sunt necesare analize generale de risc și evaluări ale impactului pentru a putea identifica diferitele elemente necesare în planurile și procedurile de urgență. Este utilă, de asemenea, determinarea în avans a nivelurilor generice de expunere la care anumite acțiuni de protecție vor fi, cel mai probabil, rezonabil de implementat. Pentru a putea defini astfel de niveluri generice de acțiune sau de intervenție trebuie studiată, pe baza calculelor generice de scenarii de accident, optimizarea generală a acțiunilor de protecție.
În ultimii câțiva ani s-au depus eforturi importante pe plan internațional pentru elaborarea nivelurilor de intervenție generice (GIL) și a nivelurilor de acțiune generice (GAL). Indicațiile internaționale specifică nivelurile de intervenție generice la care se pot implementa acțiuni de protecție pe termen lung pentru protejarea populației și nivelurile de acțiune generice la care se poate implementa controlul consumului de alimente. GIL-urile sunt date ca doze evitabile, ex. dozele de radiație care pot fi evitate prin anumite acțiuni de protecție. GAL-urile, pe de altă parte, sunt date sub formă de concentrații ale activității în alimente.
GIL-urile și GAL-urile nu sunt concepute pentru a fi utilizate în timpul unei urgențe deoarece acestea nu sunt direct măsurabile în teren și acestea nu se referă la nici un accident specific. Acestea trebuie folosite, însă, pentru elaborarea, ca parte a planificării, a nivelurilor de intervenție operaționale (OIL) și a altor criterii care pot fi ușor măsurate în timpul unei urgențe și pe baza cărora să se poată estima rapid necesitatea acțiunilor de protecție. În situații reale de accident trebuie implementate, dacă este posibil, niveluri de intervenție operaționale specifice accidentului.
Au fost formulate recomandări internaționale asupra nivelurilor de intervenție generice pentru adăpostire, evacuare, profilaxie cu iod, relocare temporară și mutarea temporară. De asemenea, au fost formulate niveluri de acțiune generice pentru alimente.
ELEMENTE ALE PLANULUI DE URGENȚĂ ÎN EXTERIORUL AMPLASAMENTULUI
BAZELE PLANIFICĂRII LA URGENȚĂ NUCLEARĂ
Obiective
Grupul țintă de bază al acestei lecții este personalul de planificare și management și instructorii care informează populația asupra pregătirilor pentru urgență în exteriorul amplasamentului. Lecția prezintă informații generale despre clasificarea accidentului și despre clasificarea planificării la urgență. Lecția introduce experiența și practicile din țările vest-europene și rolul legislației și regulamentelor precum și responsabilitățile organizatorice și de cooperare în pregătirea planului.
Elementele acestei lecții pot fi utilizate pentru pregătirea planurilor de urgență în exteriorul amplasamentului sau pentru evaluarea elementelor corespondente din planurile existente.
5.	BAZE DE REGLEMENTARE
Planul de urgență este necesar pentru identificarea acțiunilor de protecție în caz de accident și a situațiilor de pericol care pot cauza risc radiologic în exteriorul amplasamentului și pentru pregătirile necesare pentru realizarea acestor acțiuni. În particular, planul de urgență în exteriorul amplasamentului conține o descriere a organizației operaționale, a lanțului de comandă, a centrelor de comandă, alarme și alerte cât și a resurselor umane și materiale necesare pentru implementarea măsurilor de protecție. Procedurile pentru răspuns la urgență trebuie să fie planificate de către toate autoritățile publice, ca parte a pregătirilor acestora pentru urgență.
Un accident nuclear sau o urgență radiologică pot necesita, de asemenea, acțiuni de sănătate publică, acțiuni restrictive asupra utilizării  alimentelor și produselor agricole etc. Fiecare autoritate competentă trebuie să realizeze planificarea acestor măsuri și trebuie să fie pregătită să inițieze acțiunea atunci când este alertată. Aceste măsuri vizează limitarea efectelor imediate și târzii și trebuie să fie demarate cât mai curând posibil.
Trebuie să existe un cadru legislativ care definește responsabilitatea pregătirii și implementării planificării pentru urgență.
Anumite măsuri de protecție necesită o bază legală pentru a fi eficiente și pentru a evita dificultăți ulterioare. Autoritățile publice trebuie să ia în considerare aspectele legale ale contramăsurilor și trebuie să rezolve problemele potențiale din timp, în cadrul legal a pregătirilor pentru urgență. Acestea se referă în special la:
-ordonarea evacuării zonei de către populație
-instruirea populației pentru a se adăposti în interior sau pentru a rămâne adăpostită
-instruirea populației pentru a lua tablete de iod
-restricții impuse asupra produselor agricole și a altor alimente contaminate
-servicii de securitate necesare pentru implementarea măsurilor de protecție
-închiderea facilităților publice și particulare în zonele afectate sau potențial afectate
-asigurarea de compensări către populația afectată
Datorită caracteristicilor urgențelor nucleare, răspunsul eficient la urgență poate necesita o autoritate și responsabilitate excepțională pentru protejarea populației, autoritate care va fi delegată la organizația operator pe perioada celei mai urgente faze a urgenței. Aceste pregătiri trebuie să fie definite în mod clar și trebuie înțelese de toate părțile implicate, de ex. autoritățile publice, organizația operator și organizația de reglementare nucleară.
6.	CLASIFICAREA ACCIDENTULUI
Modul de clasificare a accidentelor pentru pregătirile la urgență variază de la țară la țară. Pe plan internațional, clasificarea a evoluat pe parcursul câtorva decenii. IAEA, prin documentul acesteia TECDOC-955 <1>, definește în mod generic trei posibile niveluri de urgență, astfel:
-Alerta, se declară în evenimentele care implică o scădere semnificativă sau necunoscută a nivelului de protecție a populației sau al personalului de pe amplasament. În general, cerința pentru organizația operator este de a informa autoritatea de securitate nucleară și organizația de urgență în exteriorul amplasamentului. Sunt realizate evaluări suplimentare ale condițiilor centralei iar starea de pregătire a organizațiilor de răspuns de pe amplasament și din exteriorul amplasamentului este crescută.
-Urgența pe amplasament, se declară în evenimentele care conduc la o scădere majoră a nivelului de protecție al populației sau personalului de pe amplasament. Organizația operator trebuie să alerteze autoritatea de securitate nucleară și organizația de urgență din exteriorul amplasamentului. Această stare poate implica acțiuni pe amplasament ale unităților de pompieri și ambulanță din exteriorul amplasamentului. Trebuie întreprinse acțiuni pentru controlul dozelor pentru persoanele de pe amplasament și trebuie realizate pregătiri pentru implementarea acțiunilor de protecție în exteriorul amplasamentului.
-Urgența generală, se declară în evenimentele care conduc la o eliberare curentă sau la pericolul producerii unei eliberări de materiale radioactive în mediu. Organizația de urgență în exteriorul amplasamentului trebuie să fie prompt alertată și în același timp trebuie formulată o recomandare asupra acțiunilor urgente de protecție a populației. Alarmarea va declanșa răspunsul operațional la urgență, în conformitate cu planul de urgență în exteriorul amplasamentului.
Clasificarea accidentului nu trebuie confundată cu Scara Internațională a Evenimentelor Nucleare (INES). Atribuirea unui nivel INES este imposibilă în faza timpurie a unui eveniment și aceasta nu constituie baza pentru răspuns.
7.	CATEGORII DE PLANIFICARE LA URGENȚĂ
Planificarea la urgență în exteriorul amplasamentului poate fi simplificată prin gruparea situațiilor pentru care trebuie realizată planificarea, în categorii de planificare la urgență. În documentul TECDOC-953 <2>, IAEA a definit cinci categorii de planificare la urgență, listate în Tabelul 1. Fiecare categorie are caracteristici comune în ceea ce privește magnitudinea și evoluția în timp a riscului. Categoriile de planificare nu sunt concepute pentru a fi utilizate în timpul unui accident.
Tabelul 1. Categorii de planificare la urgență conform definirii de către IAEA
Categoria	Descrierea domeniului de aplicare a categoriei
I	Instalații cu potențial pentru eliberări foarte mari care conduc la efecte deterministe grave în exteriorul amplasamentului. Necesită planificare din partea autorităților din exteriorul amplasamentului pentru a răspunde prompt în cazul unui accident la instalație.
II	Instalații cu potențial pentru eliberări care conduc la doze în exteriorul amplasamentului peste nivelurile de intervenție dar care prezintă un pericol mic sau nu prezintă pericol pentru doze care cauzează efecte deterministe asupra sănătății în exteriorul amplasamentului. Necesită planificare din partea autorităților din exteriorul amplasamentului pentru cazul unui accident la instalație.
III	Instalații fără risc semnificativ în exteriorul amplasamentului dar cu potențial pentru accidente care conduc la efecte deterministe asupra sănătății pe amplasament. Obligațiile de planificare privesc, în principal, servicile de salvare și pompieri, poliția și autoritățile medicale.
IV	Zone cu pericol mic sau fără un pericol cunoscut.
V	Zone cu o probabilitate substanțială a necesității de a implementa măsuri de intervenție legate de alimente în cazul unui accident.
8.	ZONE DE PLANIFICARE LA URGENȚĂ (EPZ)
Conceptul de zonă de planificare la urgență este convenabil pentru definirea domeniului planului. Conceptul poate fi definit generic sau strict. Zonele de planificare la urgență adesea au denumiri diferite în diverse țări. Definită în mod strict, zona de planificare la urgență este zona pentru care trebuie planificate acțiuni de protecție și pentru care este pregătit un plan de urgență detaliat.
Atunci când zona de planificare la urgență este definită în sens larg, se pot întâlni zone de planificare diferite, corespunzătoare obiectivelor de planificare. Multe țări au definite mai mult de o zonă. Indicațiile asupra acestui subiect sunt în curs de elaborare la nivel internațional.
Autoritățile naționale pot defini, în mod generic, dimensiunea zonei sau dimensiunile zonelor pentru tipuri similare de instalații nucleare. Limitele concrete ale zonei este preferabil să se suprapună cu granițele administrative sau să fie definite în mod clar de caacteristici geografice.
Următoarea divizare poate constitui un exemplu practic:
Zona de acțiune preventivă (PAZ):
-O zonă predesemnată în jurul instalației în care au fost preplanificate acțiuni de protecție urgente care vor fi implementate imediat la declararea unei urgețe generale. Obiectivul este de a reduce substanțial riscul efectelor deterministe prin luarea măsurilor de protecție înainte de producerea eliberării. Această zonă se întinde până la câțiva kilometri față de instalație.
Zona de planificare pentru acțiuni de protecție urgente (UPZ):
-O zonă predesemnată în jurul instalației în care sunt realizate pregătiri pentru implementarea promptă a acțiunilor de protecție urgente, pe baza rezultatelor monitorizării mediului. Această zonă se întinde până la câteva zeci de kilometri față de instalație.
De asemenea, trebuie elaborate planuri pentru acțiuni de protecție pe termen lung și pentru contramăsuri în agricultură, în scopul reducerii dozei pe termen lung din depuneri și prin ingestie. Aceste măsuri pot fi necesare la distanțe mai mari față de amplasament decât cele pentru acțiuni de protecție urgente. Autoritățile naționale pot opta, de asemenea, pentru specificarea distanțelor generice pentru aceste activități. Totuși, factorii de producție și condițiile de mediu determină aceste cerințe mai degrabă decât distanța față de centrală.
Zona de planificare a acțiunilor de protecție pe termen lung (LPZ):
-O zonă predesemnată în jurul instalației care se întinde la o distanță mare față de instalație și care include zona de planificare a acțiunilor de protecție urgente. Pentru această zonă trebuie realizate pregătiri din timp pentru implementarea acțiunilor de protecție de reducere a dozelor pe termen lung. Această zonă se poate întinde până la câteva sute de kilometri de la instalație.
ELEMENTE ALE PLANULUI DE URGENȚĂ ÎN EXTERIORUL AMPLASAMENTULUI
LIMITAREA CONSECINȚELOR ACCIDENTULUI ȘI PROTEJAREA POPULAȚIEI
Obiective
Grupul țintă de bază al acestei lecții este personalul de planificare și management și instructorii care informează populația asupra pregătirilor pentru urgență în exteriorul amplasamentului. Lecția asigură informații generale asupra sistemelor de monitorizare a mediului și prezintă practicile și experiența țărilor vest-europene în domeniul contramăsurilor urgente și al strategiilor pentru protejarea populației. De asemenea, sunt prezentate considerații asupra acțiunilor și schemelor de protecție pe termen lung.
Elementele acestei lecții pot fi utilizate pentru pregătirea planurilor de urgență în exteriorul amplasamentului sau pentru evaluarea elementelor corespondente din planurile existente.
9.	ALARME ȘI INSTRUCȚIUNI PENTRU POPULAȚIE
Directorul la urgență în exteriorul amplasamentului este responsabil pentru alarmările populației. El decide, de asemenea, conținutul instrucțiunilor date după alarmă.
Implementarea cu succes a alarmărilor și instrucțiunilor necesită ca populația să fi fost informată anterior cu privire la risc.
Populația din Zona de Planificare la Urgență (EPZ) din jurul amplasamentului centralei nucleare trebuie să fie informată din timp asupra:
-modului de realizare a notificării
-semnificația alertei generale (ce acțiune imediată trebuie desfășurată)
-ce acțiuni de protecție pot fi necesare într-o urgență nucleară
-cine va ordona acțiunile de protecție și cum vor fi acestea realizate
-ce măsuri particulare sunt necesare la nivel de individ
În anumite țări vest-europene toate cărțile de telefon conțin instrucțiuni despre ceea ce trebuie făcut în cazul unei alerte generale. La aceste instrucțiuni pot fi adăugate considerații speciale pentru acțiunile de protecție într-un accident nuclear.
Planul de urgență în exteriorul amplasamentului (OSEP) va asigura expedierea echipelor de alertare a căror sarcină este de a asigura existența semnalului de sirenă și de a transmite alerta generală în zonele neacoperite de sirene. În același timp, aceste echipe pot transmite, prin utilizarea megafoanelor, instrucțiuni privind acțiunile de protecție ale populației.
În cazul unui accident informarea populației, cât mai curând posibil, este foarte importantă. Cele mai importante mijloace de informare pentru transmiterea instrucțiunilor către populație sunt radioul și televiziunea. Planul de urgență trebuie să specifice aranjamentele prin care directorul la urgență în exteriorul amplasamentului poate transmite instrucțiunile oficiale, prin intermediul stațiilor de radio din zonă. În centrul de control la urgență în exteriorul amplasamentului trebuie utilizate mesaje text pregătite, care pot fi completate prin inserarea informațiilor faptice. Aceasta va asigura că instrucțiunile pot fi transmise populației via mijloacele de știri cu întârzieri minime. Același mesaj trebuie transmis autorităților locale din EPZ cât și țărilor vecine, dacă este necesar.
Pentru eventualitatea unei situații de urgență cu o evoluție rapidă, multe țări au legi sau regulamente prin care directorul operațiilor de pe amplasament are autoritatea legală de a alerta populația din vecinătatea centralei. De regulă există o sirenă pe amplasament în acest scop. În orice caz, de îndată ce organizația din exteriorul amplasamentului a fost alertată iar operațiunile de urgență în exteriorul amplasamentului au fost inițiate, directorul la urgență în exteriorul amplasamentului preia autoritatea de luare a tuturor deciziilor privind alarmarea populației.
Directorul la urgență în exteriorul amplasamentului va decide asupra alertării populației pe baza recomandării directorului operațiunilor de pe amplasament sau a persoanei de conducere a activităților la urgență de la nivelul autorității de securitate nucleară. Alertarea se va face pentru toate persoanele prezente în jurul centralei (2-3 km) și pentru zonele în care există probabilitatea ca populația să fie expusă la radiații cauzate de accidentul nuclear.
Alerta generală dată prin sirene trebuie repetată de câte ori este necesar pentru a asigura acoperirea maximă a zonei afectate.
Instrucțiunile către populație vor fi transmise prin radio și vor fi suplimentate de patrule mobile dotate cu megafoane. Textul care se citește trebuie să fie clar și concis, utilizându-se formulare standard.
10.	CONTRAMĂSURI URGENTE
În concordanță cu principiile generale ale protecției la radiații implementarea măsurilor de protecție este convenabilă numai atunci când costul și riscul social al acestor măsuri este mai mic decât costul și riscul social cauzate de expunerea radiologică care ar putea fi evitată prin măsurile de protecție în discuție.
Pentru accidente grave măsurile de protecție în zonele predeterminate vor fi inițiate la recomandarea operatorului instalației nucleare sau a autorității naționale de securitate nucleară, pe baza degradării barierelor produșilor de fisiune, fără a aștepta datele măsurătorilor radiologice inițiale în mediul din exteriorul amplasamentului. În împrejurimile puțin populate ale amplasamentelor, evacuarea temporară până la 5 km față de centrală poate constitui o măsură simplă de protecție, cu un risc asociat scăzut și cu un potențial important de evitare a dozelor.
Prima contramăsură este de a iniția controlul accesului în zona afectată sau amenințată de accident. Mărimea zonei care se izolează trebuie decisă de directorul urgenței în exteriorul amplasamentului. Dacă s-a produs o eliberare, numai persoanelor necesare pentru operațiunile de salvare li se va permite accesul în zonă. În situația în care există pericolul unei eliberări accesul trebuie să fie, de asemenea, controlat iar, ca regulă generală, va fi permis numai accesul personalului de intervenție și persoanelor de planificare a măsurilor de protecție.
Principalele măsuri de protecție în faza timpurie a unei urgențe sunt adăpostirea, evacuarea și profilaxia cu iod stabil. 
Adăpostirea în acest context înseamnă informarea populației de a sta în interior și de a aștepta instrucțiuni suplimentare. Populația trebuie să fie informată astfel încât această recomandare să fie respectată automat după declanșarea semnalului de alarmă prin sirene sau dacă populația este informată asupra riscului prin alte metode. Chiar dacă se ia prompt decizia de evacuare, aceasta înseamnă că adăpostirea este necesară în așteptarea realizării pregătirilor pentru transportul populației. Acele persoane care se evacuază cu mașinile proprii trebuie, de asemenea, să aștepte instrucțiuni, adăpostite în interior.
Evacuarea se va limita, de regulă, la distanțe mai mici față de centrală sau instalație decât adăpostirea. Dacă vecinătatea imediată este slab populată, condițiile locale pot favoriza evacuarea preventivă a acelei zone. Este posibilă pregătirea acestei evacuări simultan cu evacuarea personalului din centrală care nu este necesar pe amplasament.
Adăpostirea este eficientă, de asemenea, pentru reducerea inhalării de substanțe radioactive. Dacă situația necesită protejarea suplimentară a tiroidei, aceasta se poate realiza prin utilizarea tabletelor de iod stabil. Este preferabil ca acestea să fi fost predistribuite în casele sau spațiile de lucru sau în depozite apropiate de centrala nucleară astfel încât să se poată realiza ușor distribuirea acestora.
În conformitate cu noile informații apărute în urma accidentului de la Cernobîl, utilizarea iodului stabil ca măsură de protecție este garantată pentru copii și pentru tinerii adulți. Expunerea la izotopii radioactivi ai iodului, prin inhalare sau ingestie, cauzează un risc crescut al cancerului de tiroidă la copii. Pe de altă parte, profilaxia cu iod stabil într-o singură doză are efecte secundare neglijabile.
Pentru adulți cu vârsta de peste 40 ani, profilaxia cu iod stabil este rareori justificată deoarece riscul acestora pentru cancer de tiroidă nu crește, în mod semnificativ, prin expunere la radioiod.
11.	IMPLEMENTAREA ACȚIUNILOR DE PROTECȚIE PLANIFICATE
Nici o măsură de protecție nu poate fi considerată absolută, în sensul că implementarea acesteia nu va garanta că o doză radiologică va fi evitată în întregime. Doza evitată și, prin aceasta, reducerea riscului va depinde de un număr de factori dependenți de timp și de specificul amplasamentului.
În general, consilierii și evaluatorii din centrul de control al urgenței trebuie să fie bine familiarizați cu numărul populației locale cât și cu factorii sociali, demografici și de mediu din zonele de planificare. Pentru măsuri de protecție specifice, de ex. profilaxia cu iod stabil, condițiile specifice amplasamentului pot complica în mod semnificativ procesul decizional.
Adăpostirea
În centrul de cooperare la urgență în exteriorul amplasamentului trebuie să fie disponibile, pentru uzul evaluatorilor tehnici și al factorilor de decizie, date despre eficiența ecranării clădirilor în diverse zone din exteriorul amplasamentului.
Efectul de filtrare în casele obișnuite și în clădirile de birouri este dificil de evaluat, pentru orice precizie. În planificare, factorul de filtrare este presupus, în mod frecvent, ca fiind egal cu 1 – cu alte cuvinte adăpostirii nu i se acordă nici o importanță în protecția împotriva inhalării substanțelor radioactive. În practică, totuși, instrucțiunile asupra ventilației sunt importante, în special în cazurile în care există o mare concentrație de iod radioactiv în aer. După trecerea norului casele trebuie ventilate deoarece concentrațiile existente în înterior în urma trecerii pot deveni, într-o anumită fază, mai mari decât concentrațiile din exterior.
Profilaxia cu iod stabil
În administrarea tabletelor de iod stabil timpul este important. Pentru efect maxim, acestea trebuie utilizate ca măsură de prevenire, înainte de expunerea la nor. Tabelul 1 prezintă reducerea dozei prin inhalare asupra tiroidei în funcție de diferența de timp între administrare și trecerea norului.
Tabelul 1. Reducerea dozei prin inhalare asupra tiroidei, realizabilă prin profilaxia cu iod stabil.
Timpul administrării tabletei
	Reducerea dozei pe tiroidă
Înainte de expunerea la nor	0.1
În 2 ore după	0.1
În 6 ore după	0.5
În 24 ore după	1.0
Implementarea profilaxiei cu iod stabil depinde dacă predistribuirea este sau nu parte a pregătirilor pentru urgență. Alternativele sunt:
-predistribuire în case
-predistribuire în puncte desemnate în zona pregătirilor pentru urgență: centre de sănătate, școli, instituții, adăposturi de apărare civilă, puncte de adunare etc.
-fără predistribuire; tablete disponibile fără prescripție în farmacii
În fiecare alternativă trebuie pregătită distribuirea suplimentară prin echipe, chiar și în cazul în care s-a realizat distribuirea în fiecare casă. Instruirea populației asupra utilizării tabletei de iod trebuie să fie însoțită simultan de instrucțiuni asupra locului și modului în care persoanele care nu au tablete pot să și le procure. Instrucțiunile trebuie, de asemenea, să facă clar înțeles faptul că atunci când se indică profilaxia cu iod stabil va exista un beneficiu mare pentru copii și pentru femei gravide dar aceasta va fi foarte puțin benefică pentru adulții în vârstă.
Utilizarea repetată a tabletelor de iod nu este, de regulă, justificată, întrucât aceasta mărește riscul efectelor secundare. În consecință, această metodă nu este eficientă în situațiile în care dozele asupra tiroidei sunt cauzate prin ingestia alimentelor contaminate. În astfel de cazuri protecția trebuie realizată prin restricții în utilizarea alimentelor și produselor agricole.
Evacuarea
În centrul de control și cooperare în exteriorul amplasamentului trebuie să fie disponibile, pentru uzul evaluatorilor tehnici și al factorilor de decizie, informații despre capacitățile de transport prin transportul public și prin autovehicule proprii.
În planul de urgență în exteriorul amplasamentului trebuie incluse rute de evacuare și rute alternative. Trebuie identificate locurile de relocare și trebuie pregătită recepția evacuaților, incluzând rezervele de alimente necesare și pregătirile serviciilor sociale.
Evacuarea spitalelor, școlilor și a altor instituții necesită o planificare specială.

PROTECȚIA LA RADIAȚII
SISTEMUL LIMITĂRII DOZEI
Obiective
Asigurarea cunoștințelor de bază pentru specialiștii medicali și de laborator în domeniul principiilor și criteriilor protecției la radiații și al limitării dozelor în urma unui accident. După această lecție, participanții vor cunoaște termenii de bază și mărimile utilizate în protecția la radiații.
Limite de doză
Recomandarea pentru limita dozei efective ocupaționale este de 20 mSv pe an, mediată pe 5 ani (100 mSv în 5 ani), cu prevederea suplimentară că doza efectivă nu trebuie să depășească 50 mSv în nici un an. Restricțiile asupra dozei efective sunt suficiente pentru a asigura evitarea efectelor deterministe în toate țesuturile și organele corpului cu excepția cristalinului, care are o contribuție neglijabilă la doza efectivă, și a pielii, care poate fi subiectul expunerilor localizate. Pentru aceste cazuri sunt necesare limite de doză separate. Limitele anuale sunt de 150 mSv pentru cristalin și 500 mSv pentru piele, mediată pe oricare 1 cm2, indiferent de zona expusă.
Pentru populație recomandarea pentru limita dozei este de 1 mSv pe an (doză efectivă). Limita pentru doza echivalentă pentru cristalin este de 15 mSv și pentru piele de 50 mSv.
Într-o situație gravă de accident, nu este întotdeauna posibilă utilizarea limitelor de doză ocupațională. În aceste cazuri se recomandă menținerea dozelor sub limitele la care pot apărea efecte deterministe grave, doza efectivă sub 0,5 Sv și doza echivalentă pe piele sub 5 Sv. Aceste limite pot fi depășite numai pentru acțiuni de salvare a vieții. Persoanele care pot întreprinde astfel de acțiuni trebuie să fie voluntari. În operațiunile de recuperare se aplică procedurile și limitele de doză normale.
Pentru calculul valorilor maxime, dozele externe și interne trebuie însumate. Doza este denumită doză externă dacă sursa este în afara corpului. În mod similar, dacă sursa se găsește în interiorul corpului, doza se numește doză internă.
Tehnici de limitare
În cazul norului sau urmei radioactive, doza poate fi redusă dacă populația se adăpostește sau rămâne în interior. De exemplu, în cazul pivnițelor dozele pot fi reduse cu un factor de 10 sau chiar mai mare. Dacă ușile și ferestrele sunt închise și toate sistemele de ventilație sunt oprite, dozele prin inhalarea radionuclizilor și prin contaminarea pielii pot fi reduse, de asemenea. După ce s-a confirmat că norul radioactiv a trecut, este recomandabilă deschiderea ferestrelor și pornirea sistemelor de ventilație pentru a reduce dozele prin diluarea concentrației oricărui radionuclid care ar fi putut pătrunde în clădire. Adăpostirea va fi aproape întotdeauna justificată dacă poate fi atinsă o doză evitată de 50 mSv.
Evacuarea presupune mutarea temporară, urgentă a persoanelor din zonele afectate sau potențial afectate și urmărește evitarea efectelor deterministe grave și a riscului mare pentru efecte stocastice date de dozele și debitele de doză mari. Este cea mai eficientă dacă se aplică ca măsură preventivă, înainte de producerea oricărei eliberări radioactive în mediu. Eficiența evacuării după eliberarea de substanțe radioactive în mediu depinde de abilitatea de a notifica și de a transporta persoanele rapid, de ritmul evacuării și de capacitatea de predicție a dispersiei radionuclizilor în mediu. Este necesară luarea în calcul a dozelor care pot fi primite în timpul evacuării. Limita dozei efective individuale evitate pentru evacuare depinde de situație și variază de la câteva zeci la câteva sute de milisievert.
Funcționarea normală a tiroidei necesită o absorbție adecvată de iod stabil, în scopul sintetizării hormonilor de tiroidă. În cazul iodului radioactiv, această proprietate transformă tiroida într-un organ țintă. După absorbția de iod radioactiv, activitatea în tiroidă atinge valoarea maximă în aproximativ o zi. Acumularea de radioiod în tiroidă este împiedicată prin iodul stabil. Profilaxia cu iod va fi aproape întotdeauna justificată dacă poate fi evitată o doză medie individuală pe tiroidă pentru adulți de 0,5 Sv. Riscul detrimentelor pentru copii este mai mare decât pentru adulți iar limita pentru profilaxia justificată cu iod la copii este mai scăzută, fiind de câteva zeci de milisievert.
Decontaminarea
Dacă se suspectează că pielea sau îmbrăcămintea persoanelor sunt contaminate, o acțiune simplă de protecție o reprezintă dezbrăcarea, dușul și schimbarea îmbrăcăminții. Îmbrăcămintea suspectată a fi contaminată poate fi depozitată pentru verificarea ulterioară când se poate recomanda spălarea sau aruncarea acesteia. Nu există un nivel de intervenție generic pentru această acțiune de protecție dar bunul simț spune că atenția trebuie îndreptată către acele persoane care au fost, în urma unui accident, în cele mai contaminate zone. Dacă s-au produs nivele foarte mari de contaminare a pielii, ar putea fi necesară utilizarea agenților speciali de decontaminare, sub supraveghere medicală și fizico-medicală.
Personalul pregătit, dotat cu echipamente potrivite, poate reduce nivelurile de contaminare a clădirilor și suprafețelor de teren cu un risc mic pentru populație dar, dacă nivelul contaminării externe este suficient de mare pentru a garanta acțiunea, aceasta probabil va implica doze măsurabile pentru persoanele care o efectuează. În mod clar, cu cât este mai mare zona care necesită decontaminare cu atât este mai dificilă această sarcină și cu atât ar putea fi mai puțin eficientă ca acțiune de protecție. Vor fi necesare, de asemenea, anumite mijloace de stocare și depozitare finală a materialelor contaminate care se îndepărtează. Pentru această acțiune de protecție, justificarea și optimizarea vor trebui să se bazeze pe doza colectivă evitată.
PRINCIPII ȘI PRACTICI DE INTERVENȚIE
OBIECTIVE, PRINCIPII ȘI CRITERII PENTRU INTERVENȚIE
Obiective
De-a lungul ultimilor câțiva ani mai multe organizații internaționale (ICRP, IAEA, OECD/NEA) au revizuit principiile de bază de protecție la radiații pentru situații de intervenție. În cadrul acestui proces sunt subliniate atât importanța raționalizării și planificării intervenției în avans cât și aplicarea principiilor de bază în planificarea națională a răspunsului la urgență.
Principiile generale și acțiunile de protecție prezentate acoperă accidentele care se produc la instalații nucleare, accidentele cu surse de radiații sau la transportul substanțelor radioactive, care afectează populația. Scopul acestei lecții este de a defini și descrie acei factori și acele criterii care afectează esențial evaluarea nivelurilor de intervenție și care sunt importanți în implementarea acțiunilor de protecție.
12.	PRINCIPII DE BAZĂ PENTRU INTERVENȚIE
Protecția populației
Situațiile în care în mediul de existență al omului se găsesc substanțe radioactive și în care sunt luate în considerare acțiuni de remediere care vizează îmbunătățirea stării de sănătate a unei persoane sau a unui grup de persoane se numesc situații de intervenție. Dacă se produce un accident acesta poate necesita intervenție. În cele mai multe situații intervenția nu poate fi realizată la sursă la fel de mult ca în activitățile în care se prevăd, de asemenea, doze acceptabile și se presupune că acestea vor fi încasate cu o precizie relativă și cu o magnitudine predictibilă. Intervența trebuie aplicată în mediu sub forma controlului căilor de expunere sau al libertății de acțiune a persoanelor.
În cazul unui accident, dozele primite de populația supusă la risc trebuie să fie estimate mai întâi pentru fiecare cale de expunere fără a lua în considerare acțiunile de protecție posibile. Aceste doze se numesc doze prognozate (PD).
Conceptul cheie pentru intervenție este doza evitată (AD) pentru fiecare cale de expunere, aceasta fiind doza salvată prin implementarea unei acțiuni de protecție.
Intervenția poate să nu fie pe deplin eficientă fie pentru că doza a fost deja încasată sau deoarece intervenția însăși nu poate să reducă decât parțial doza totală prognozată. Doza rămasă pentru fiecare cale de expunere (doza prognozată minus doza evitată) se numește doză reziduală (RD).
Prima preocupare în cazul unui accident radiologic este de a menține expunerea persoanelor sub pragurile pentru efecte deterministe grave. Dacă doza prognozată pe toate căile de expunere se poate apropia de pragurile pentru efecte deterministe grave, acțiunile de protecție sunt aproape întotdeauna justificate. În plus față de prevenirea efectelor deterministe, sub pragurile acestor efecte, atunci când expunerea persoanelor cele mai supuse la risc este inacceptabilă datorită unui risc stocastic ridicat, acțiunile de protecție sunt în general justificate. Protecția din punctul de vedere al individului poate fi un factor important pentru luarea deciziilor. Dacă acțiunile de protecție nu sunt justificate din punctul de vedere al individului trebuie analizat dacă doza colectivă a grupului expus poate fi redusă prin acțiunile de protecție.
Implementarea acțiunii de protecție – incluzând lipsa acțiunii – cauzează risc, vătămare și beneficiu pentru populație. Beneficiile și dezavantajele includ costuri monetare, disfuncții sociale și alte probleme psihologice sau legate de sănătate. Pentru justificarea unei acțiuni de protecție trebuie considerate toate consecințele asociate. Dacă beneficiul unei acțiuni de protecție, care include doza evitată, este mai mare decât vătămarea asociată acesteia atunci acțiunea este justificată. Justificarea unei acțiuni în practică este evaluată prin compararea consecințelor acesteia cu cele ale situației prezente adică ale situației în care nu se întreprinde nici o acțiune. Astfel există întotdeauna cel puțin două cursuri de acțiune: acțiunea de protecție trebuie întreprinsă sau starea de fapt este acceptată. La evaluarea justificării unei acțiuni, sunt evaluate valorile numerice ale factorilor asociați cu acțiunea și lipsa acesteia și diferențele dintre aceștia, de ex. doza evitată. Preferințele societății, prezentate de un factor de decizie, sunt asociate cu aceste valori numerice. Preferințele și echilibrarea acestor factori - intrările pentru analizarea deciziei – formează baza justificării. O acțiune de protecție  este justificată dacă preferințele asociate cu aceasta sunt mai mari decât cele asociate cu lipsa acțiunii.
Dacă este posibilă alegerea formei, scalei și duratei acțiunii de protecție sau dacă există mai multe acțiuni fezabile trebuie aleasă cea mai bună acțiune, de ex. acțiunea care maximizează beneficiul net. Optimizarea intervenției este atinsă prin ordonarea tuturor acțiunilor fezabile definite, de exemplu, după diverse niveluri de intervenție. Acțiunea de protecție de pe cel mai înalt nivel va produce beneficiul maxim.
Beneficiul net al unei acțiuni este evaluat pentru un grup bine definit, de ex. pentru o municipalitate sau pentru copii, care poate fi vizat prin acțiuni fezabile. Dacă consecințele unei acțiuni, care pot fi sub forma unui beneficiu sau dezavantaj, afectează o parte a populației care nu aparține grupului definit, acești factori trebuie analizați, de asemenea, la luarea deciziei. Sub pragurile efectelor deterministe asupra sănătății, doza redusă printr-o acțiune este comparată cu doza colectivă a grupului. De asemenea, în calcule se poate folosi doza individuală medie sau, mult mai precis, evaluarea distribuției dozei individuale. Justificarea și optimizarea unei acțiuni de protecție nu trebuie să se bazeze pe doza individuală maximă a unui grup. Dacă în cadrul grupului definit există un subgrup definibil care este mai expus la risc (de ex. muncitorii forestieri, fermierii), acțiunile fezabile pentru acest grup trebuie justificate și optimizate separat.
Principiile de bază pentru protecția populației într-o situație de intervenție, recomandate de organizațiile internaționale (IAEA 1991, ICRP 1993, Standarde de Securitate de Bază), se bazează pe justificarea și optimizarea acțiunilor de protecție. Acestea sunt concepute să fie general aplicabile, indiferent de timpul scurs, de distanța față de sursă sau de nivelul expunerii. Principiile de bază recomandate de ICRP (ICRP 1991) sunt următoarele:
1.	Justificarea: Acțiunea de protecție trebuie să producă un beneficiu net pozitiv.
“Intervenția propusă trebuie să facă mai mult bine decât rău, de ex. reducerea detrimentului rezultată din reducerea dozei trebuie să fie suficientă pentru a justifica vătămările și costurile intervenției, inclusiv costurile sociale.”
Pentru situațiile de urgență în care doza prognozată pe o anumită cale de expunere sau combinație de căi de expunere se apropie de pragurile efectelor deterministe grave asupra sănătății, acțiunile de protecție sunt aproape întotdeauna justificate a priori.
2.	Optimizarea: “Forma, scala și durata intervenției trebuie optimizate astfel ca beneficiul net al reducerii dozei, adică beneficiul reducerii detrimentului de radiație, minus detrimentul asociat cu intervenția să fie maximizat”
Limitele de doză care se intenționează să se utilizeze la controlul practicilor sau orice alte limite de doză predeterminate nu sunt aplicabile în intervenție. Utilizarea limitelor de doză ca bază pentru deciderea intervenției pot implica acțiuni care cauzează mai mult rău decât bine. Limitele de doză sunt concepute să fie utilizate în practică pentru dozele primite și nu pentru dozele evitate care definesc implementarea intervenției.
Protecția muncitorilor
Protecția muncitorilor în situații normale se bazează pe următoarele principii: o activitate care implică expunerea la radiații trebuie să fie justificată, protecția indivizilor trebuie optimizată iar expunerea indivizilor trebuie să facă subiectul limitelor de doză și de risc definite sau prescrise pentru activitate. Limitele de doză recomandate de ICRP stabilesc că doza efectivă individuală rezultată dintr-o activitate nu trebuie să depășească 20 mSv într-un an, mediată pe cinci ani, cu prevederea suplimentară că doza efectivă nu trebuie să depășească 50 mSv în nici un an. Sistemul limitării dozei este realizat pentru a acoperi domeniul expunerii la surse care sunt sub control iar doza rezultată de la sursă poate fi controlată prin acțiuni care afectează chiar sursa.
Diferența fundamentală între populație și muncitori într-o situație de accident este că muncitorii nu vor primi doze până la luarea unei decizii asupra activității acestora, care îi va expune la radiații, în timp ce populația va primi doze dacă nu se întreprinde o acțiune de protecție. Totuși, pe timpul fazei inițiale a unui accident poziția muncitorilor este strâns legată de cea a populației. Astfel, principiile de bază ale protecției la radiații pentru muncitori într-o situație de accident sunt mult mai strâns legate de principiile într-o situație normală, în particular în faza târzie a unui accident.
Datorită expunerii deliberate și, într-un sens, controlate a muncitorilor, este logică păstrarea limitelor de doză, dacă nu sunt motive inevitabile pentru a anula constrângerile. Motivele trebuie să fie de extremă importanță pentru a justifica distribuția inechitabilă a riscului rezultat din expunerea unui muncitor peste nivelul conceput explicit pentru a fixa limita riscului unui muncitor. Anularea limitelor de doză este cel mai probabil justificată de necesitatea de a realiza acțiuni de salvare de vieți imediat după un accident care, de asemenea, ar putea necesita indirect aducerea sursei sub control și menținerea controlului acesteia.
La protejarea muncitorilor care sunt implicați în acțiuni de remediere a rezultat, din discuțiile internaționale, ca fiind convenabilă identificarea a patru condiții de lucru (IAEA 1991, ICRP 1993).
Salvarea de vieți și/sau prevenirea consecințelor mult mai grave. Pe timpul și imediat după un accident, pot fi circumstanțe în care acțiunile anumitor muncitori sunt necesare pentru a salva vieți, pentru a preveni răniri grave sau pentru a preveni creșterea substanțială a dozelor potențiale asupra populației. Toate aceste acțiuni sunt potențiale salvatoare de vieți. Muncitorii care întreprind aceste acțiuni sunt, cel mai probabil, din personalul centralei dar pot fi, de asemenea, echipe de serviciu la urgență chemate la locul unui accident cum sunt pompierii, poliția și personalul medical. Aceștia pot reprezenta, de asemenea, și alte profesii, depinzând de condițiile particulare.
Pentru circumstanțele descrise, intervențiile la urgență au un grad înalt al justificării când intervenția urmărește salvarea de vieți omenești sau prevenirea încasării de către persoane a unor doze foarte mari, peste pragul pentru efecte deterministe, chiar dacă intervenția poate expune un muncitor individual la doze peste pragul determinist. În consecință nu este convenabil să se recomande niveluri maxime ale dozei pentru aceste situații. Totuși, trebuie realizate toate eforturile pentru a menține doza absorbită sub 0,5 Gy și doza pe piele sub 5 Gy.
Justificarea acțiunilor de salvare de vieți trebuie să fie analizată cu atenție în raport cu beneficiile așteptate. Pentru acțiunile care se vor întreprinde în condiții în care sunt probabile efecte stocastice mari, muncitorilor nu li se poate comanda să întreprindă aceste acțiuni, ei trebuind să fie voluntari, informați asupra riscurilor radiației și preferabil cu vârsta peste 50 ani. Femeilor gravide nu le este permis să realizeze astfel de acțiuni. Dozele primite de muncitorii care intervin în aceste condiții trebuie înregistrate și analizate separat față de dozele primite ca parte a expunerii ocupaționale normale a acestora.
Implementarea acțiunilor de protecție timpurii care afectează populația. Muncitorii care întreprind acțiuni de protecție pe termen scurt care afectează populația vor include anumiți muncitori de pe amplasamentul afectat și, de asemenea, multe grupuri care nu sunt angajate în mod normal ca grupe expuse ocupațional, precum poliția, personalul medical, șoferii și echipajele vehiculelor utilizate pentru evacuare și alte grupuri similare.Aceste echipe vor fi supuse unei expuneri suplimentare și, într-un sens, controlate, în scopul de a evita doze pentru populație. Obiectivul este de a menține dozele în limitele de doză prescrise pentru activitate dar pot exista condiții care ar permite depășirea limitelor de doză dacă este necesar. Dozele trebuie înregistrate și controlate.
Realizarea operațiunilor de recuperare. Al treilea grup constă din muncitorii care întreprind operațiuni de recuperare după ce evoluția accidentului este adusă sub control deplin. Acțiunile necesare includ de ex. repararea centralei și clădirilor, decontaminarea și depozitarea deșeurilor. Aceste acțiuni, deși au devenit necesare în urma unui accident, pot fi planificate în avans iar expunerea muncitorilor poate fi controlată. În consecință se recomandă ca acești muncitori să facă subiectul sistemului normal de protecție radiologică pentru expunere ocupațională. Dozele acestora trebuie evaluare și înregistrate.
Realizarea activității ocupaționale normale într-o zonă contaminată. Toți acei muncitori care nu sunt angajați în realizarea acțiunilor de protecție fiind mai degrabă obiectul acestor acțiuni sunt considerați și tratați ca membri ai populației, indiferent de ocupația acestora. Totuși, grupurile speciale de muncitori ale căror ocupații nu au legătură cu accidentul pot face subiectul unor căi de expunere specifice, legate direct de activitatea profesională a acestora. Lucrătorii care realizează activități de acest tip sunt de ex. fermierii, muncitorii forestieri și cei care mânuiesc filtre industriale de aer contaminate. Limitarea expunerii individuale a acestor persoane trebuie să fie evaluată conform principiilor justificării și optimizării. Monitorizarea individuală nu este necesară în mod normal.
13.	FACTORI CARE TREBUIE CONSIDERAȚI LA APLICAREA ACȚIUNILOR DE PROTECȚIE
În scopul elaborării strategiilor contramăsurilor care să fie atât justificate cât și optimizate trebuie să definim factori/atribute care sunt măsurabili și operaționali. Mai jos este prezentată o listă a factorilor/criteriilor și a definițiilor acestora, care ar putea fi analizați de către factorii de decizie la luarea deciziilor asupra acțiunilor de protecție. N.B. Aceasta nu este o listă completă și, mai mult, nu toți acești factori vor fi parte a deciziei într-o situație dată:
-	Doza colectivă pentru populație. Efectele stocastice asupra sănătății este probabil să apară dacă grupuri mari de populație sunt expuse la radiație, chiar dacă dozele individuale au fost destul de mici. Acest atribut poate fi măsurat ca doza colectivă estimată pentru populație (omSv). O mărime alternativă ar fi numărul cazurilor de cancer.
-	Doza individuală pentru populație. Anumite persoane din rândul populației ar putea fi supuse unui risc stocastic mai mare sau unui risc de apariție a a efectelor deterministe. Riscul acestora trebuie analizat individual și trebuie măsurat prin doza individuală (mSv).
-	Numărul cazurilor de cancer de tiroidă la copii. Numărul de cazuri la copii.
-	Decese statistice cu alte cauze decât radiațiile. Numărul deceselor statistice datorate reducerii sănătății, deteriorării alimentației etc.
-	Decese individuale cu alte cauze decât radiațiile. Numărul persoanelor decedate în cursul aplicării contramăsurilor.
-	Doza muncitorilor. Doza individuală prognozată pentru muncitorii care efectuează acțiuni de urgență timpurii (mSv).
-	Disfuncții sociale. Disfuncții ale structurii sociale de ex. la realizarea evacuării sau relocării. Evaluare directă.
-	Anxietatea populației. Majoritatea persoanelor care trăiesc în zona contaminată pot manifesta diverse grade de reacții la stres în urma unui accident. Dar stresul poate fi indus, de asemenea, de acțiunile de protecție. Gravitatea unui accident va fi percepută prin măsurile de protecție luate. Evaluare directă.
-	Reasigurarea populației. Pe termen lung, acțiunile extensive rezonabile și potrivite trebuie să reasigure populația care trăiește în zona afectată. În special măsurile pe care populația le poate implementa singură sunt cele mai eficiente pentru reducerea stresului. Evaluare directă.
-	Anxietatea muncitorilor. Acțiunile de urgență vor cauza stres printre muncitorii care le implementează. Evaluare directă.
-	Fezabilitatea (în relație cu cantitatea sau calitatea definită). Acest atribut este, în multe cazuri, o constrângere care împiedică implementarea unei acțiuni. Totuși, în anumite cazuri acțiunile pot diferi în ceea ce privește fezabilitatea de ex. adăpostirea și evacuarea pe timp rece. Evaluare directă sau de alt tip în funcție de caz.
-	Costuri monetare. Suma costurilor directe și indirecte ale acțiunilor de protecție. Costurile tratamentelor de cancer și pierderile GDP cauzate de decese nu trebuie incluse în acest atribut pentru a evita dubla contorizare prin convertirea cancerelor în costuri. Unități monetare.
Efecte asupra sănătății legate de radiație. În legătură cu efectele deterministe asupra sănătății, mărimea folosită este doza absorbită (Gy), care semnifică doza medie pe un țesut, organ sau pe întreg organismul (măduva osoasă, tiroidă). Mărimile folosite pentru evaluarea riscurilor efectelor stocastice asupra sănătății (sub 0,5 Sv) sunt: doza echivalentă (organ sau țesut), doza efectivă (întreg corpul) și doza efectivă comisă (ingestie). Aceste cantități sunt utilizate la analizele de justificare și optimizare la evaluarea dozei individuale sau a dozei unui grup de populație dacă distribuția dozei este cunoscută. Dacă nu, pentru un grup de populație este adecvată utilizarea  dozei colective efective (omSv). Așa cum se indică mai sus, numărul cazurilor de cancer poate fi utilizat ca o măsură a efectelor radiației asupra sănătății.
Riscuri fizice. În general, conform statisticilor riscurile fizice individuale asociate cu acțiunile de protecție precum adăpostirea, evacuarea și profilaxia cu iod sunt mici. Pot exista, totuși, scenarii de accident pentru care aceasta nu este adevărat, de exemplu în condiții meteorologice rele. Riscul statistic este mult mai complicat. Magnitudinea decesului statistic depinde de numărul persoanelor afectate de contramăsură. Un nivel de intervenție mai mic va crește riscul statistic.
Factori psihologici. Este evident că factorilor psihologici trebuie să li se acorde o mare atenție în planificarea și realizarea acțiunilor dar nu este pe deplin clar cum să se cuantifice aceștia.
Pentru a controla situațiile de stres merită notat că părinții sunt mai îngrijorați pentru membrii familiei decât pentru ei înșiși. De aceea este important să se păstreze familiile, prietenii și vecinii împreună, în particular la relocare sau evacuare. S-a arătat că există diferențe între confortul psihologic și simptomele psihologice pentru populația relocată și populația care stă în zona accidentului. Situația  este mai rea pentru acei care au fost evacuați permanent și care și-au pierdut mediul social.
În principiu efectele stresului pot fi cuantificate prin analize biochimice, utilizând teste comportamentale sau diverse metode comportamentale. Opțiunile târzii, care utilizează fie auto-evaluări sau registrele comunității, sunt mai obiective și mai puțin criticate în ceea ce privește definirea profilului întregii populații. Registrele utile sunt, de exemplu, ‘linia telefonică pentru crize’, înregistrările poliției, ședințele programate la centrele de sănătate mentală și înregistrările asistenței sociale cu abuzuri de substanțe intoxicante. Efectul unui accident poate fi estimat prin compararea acestor date din registre înainte și după accident.
La planificarea acțiunilor de protecție trebuie analizat dacă acțiunea va crește sau va reduce stresul/disfuncționalitatea și dacă acțiunea poate fi realizată într-o manieră care să evite stresul. Acțiunea va crește stresul dacă membrii familiei și prietenii sunt separați, dacă mediul social este pierdut sau dacă populația nu înțelege scopul acțiunii de protecție. Dacă acțiunea poate fi realizată fără deranjarea populației aceasta nu va cauza stres. Populația poate fi supusă multor acțiuni de asistență și, prin aceasta, de reducere a stresului, cum sunt notificarea rapidă a pericolului, permiterea contactelor cu familia, informarea corectă și utilă și monitorizarea adecvată a alimentelor. Stresul este redus, de asemenea, dacă populația poate fi activă și dacă poate participa la acțiuni de protecție pentru scăderea dozei.
Costul monetar al acțiunilor de protecție. O consecință majoră a unui accident nuclear, în plus față de efectele psihologice și cele asupra sănătății produse de radiație, este impactul monetar (negativ sau pozitiv) asupra persoanelor, industriei și societății. Evaluarea costurilor accidentelor nucleare au fost publicate pe scară largă, de exemplu în legătură cu codurile Analizei Probabilistice de Securitate (PCA). Totuși, modelele s-au orientat pe costurile directe. Nu au fost prezentate estimări bine fundamentate asupra costurilor indirecte fie acestea negative sau pozitive pentru societate ca un întreg.
Consecințele economice ale unui accident nu se distribuie egal în rândul populației. Distribuția costurilor nu este egală nici cu distribuția dozei. Anumite persoane pot chiar să beneficieze de pe urma situației, de ex. dacă un aliment produs în zona contaminată este interzis, venitul producătorilor din afara zonei va crește deoarece aceștia vor produce cantitatea de alimente restricționate. Astfel, interpretarea costurilor monetare depinde de punctul de vedere; este acesta al persoanei, industriei sau societății? Toate punctele de vedere trebuie considerate la luarea deciziilor asupra acțiunilor de protecție. De asemenea costurile se schimbă în timp, de exemplu la relocare când persoanele găsesc noi ocupații și, în general costurile sunt stopate după perioada de recuperare. Calculele detaliate ale tuturor costurilor și ale beneficiilor posibile ar necesita un model economic complex.
La evaluarea costurilor trebuie considerate atât costurile directe cât și costurile indirecte. De asemenea, compensarea de către stat sau regimul asigurărilor pot juca un rol important în anumite acțiuni. Totuși, dacă se plătesc compensări, fie acestea integrale sau parțiale, aceasta înseamnă că costurile trec de la indivizi la societate.
PRINCIPII ȘI PRACTICI DE INTERVENȚIE
MĂSURI DE INTERVENȚIE
Obiective
De a prezenta măsurile de intervenție de bază pentru protecția membrilor populației în cazul unui accident nuclear sau radiologic, de a discuta argumentele din spatele acestor acțiuni de protecție, de a discuta diferiți factori care trebuie luați în considerare la luarea deciziilor asupra acțiunilor de protecție și de a prezenta recomandările internaționale pentru nivelurile generice de intervenție și de acțiune pentru acțiuni de protecție urgente și pe termen lung și pentru alimente.

14.	INTRODUCERE
Toate acțiunile de protecție într-o urgență de radiație urmăresc menținerea expunerii la radiație a persoanelor cât mai redusă posibil, în mod rezonabil. Primul obiectiv în toate situațiile de urgență este de a asigura că sunt prevenite toate efectele deterministe grave asupra sănătății. Un alt obiectiv este de a limita efectele stocastice ale radiațiilor asupra sănătății pentru toate grupurile de populație. Acțiunile de protecție care sunt îndreptate către membrii populației vor restrânge întotdeauna libertatea de acțiune și vor cauza anumite efecte negative psihologice și sociale și, de asemenea, costuri financiare. În conformitate cu filozofia actuală de protecție la radiații, fiecare acțiune de protecție trebuie să facă mai mult bine decât rău (trebuie să fie justificată) iar beneficiul net al acțiunii de protecție este maximizat, astfel că protecția realizată prin acțiunea de protecție este echilibrată în raport cu factorii negativi asociați acțiunii (trebuie să fie optimizată). În situațiile de urgență în care dozele individuale se pot apropia de pragurile efectelor deterministe asupra sănătății, acțiunile de protecție sunt aproape întotdeauna justificate a priori.
Precondiția pentru acțiunile de protecție în exteriorul ampalsamentului este ca substanțele radioactive să fi fost eliberate în mediu sau să existe riscul eliberărilor în mediu. Anumite acțiuni de protecție sunt comune pentru toate tipurile de accidente care conduc la eliberări periculoase dar unele sunt specifice numai urgențelor radiologice. Acțiunile de protecție sunt divizate în cele care trebuie implementate urgent și cele care pot fi luate într-o fază ulterioară a unei situații de urgență. Implementarea anumitor acțiuni de protecție poate fi necesară chiar pe baza declarării unei situații de urgență generală pe amplasamentul accidentului.
15.	ACȚIUNI DE PROTECȚIE URGENTE ÎN EXTERIORUL AMPLASAMENTULUI
Acțiunea de protecție urgentă este măsura de protecție luată în faza timpurie a unei urgențe nucleare sau de radiație pe baza celei mai bune evaluări posibile a tipului accidentului, timpului disponibil și a prognozei meteo sau pe baza rezultatelor de monitorizare a radiațiilor pe amplasament sau în exteriorul amplasamentului. Caracteristicile principale ale acțiunilor de acest tip sunt lipsa timpului pentru a realiza evaluări de impact detaliate și incertitudini mari asociate cu termenul sursă și cu evoluția accidentului. Acțiunile de protecție urgente trebuie să fie implementate prompt pentru a avea eficiența maximă. În cazul unei urgențe nucleare sau de radiație se iau în considerare următoarele măsuri, ca acțiuni de protecție de bază în faza timpurie:
-	evacuarea
-	adăpostirea
-	administrarea de iod stabil (profilaxia cu iod).
În plus față de acestea există câteva măsuri suplimentare care pot fi necesare pentru a evita expunerile inutile la radiații. Acestea includ:
-	controlul accesului
-	protecție respiratorie îmbunătățită
-	duș sau baie și schimbarea îmbrăcămintei
-	utilizarea îmbrăcămintei de protecție personală și
-	protecția animalelor și a hranei acestora.
Evacuarea preventivă
Evacuarea poate fi implementată la diverse stadii în evoluția unei situații de urgență. Din punctul de vedere al evitării expunerii la radiații cel mai eficient este dacă evacuarea poate fi realizată ca măsură preventivă înainte de orice eliberare radioactivă în mediu. Evacuarea preventivă trebuie să fie parte a planului de urgență pentru zona din vecinătatea imediată (Zona de acțiune preventivă, PAZ) a instalațiilor nucleare iar evacuarea PAZ nu trebuie să aștepte până la eliberarea radioactivă de la instalație. Declararea unei urgențe generale la instalație este un motiv suficient pentru evacuarea preventivă a PAZ. Evacuarea preventivă în exteriorul PAZ trebuie analizată întotdeauna cu atenție deoarece aceasta ar acoperi zone mai mari, cu un mare număr de persoane, și trebuie să fim siguri asupra zonei care trebuie evacuată (evaluări de dispersie de mare încredere) și să avem întotdeauna suficient timp pentru a implementa evacuarea în siguranță. Deoarece evacuarea este întotdeauna o măsură relativ rapidă nu este timp suficient pentru a lua și bunurile din proprietatea personală sau animalele și, în consecință, trebuie organizată paza și îngrijirea animalelor. De asemenea, acest fapt stabilește cerința conform căreia evacuarea nu trebuie să dureze mai mult de o săptămână. După o săptămână trebuie luate în considerare alte aranjamente pentru a transforma evacuarea în relocare temporară.
Adăpostirea
Pe timpul fazelor timpurii ale unui accident cu o eliberare de relativ scurtă durată de radionuclizi în amestec în atmosferă și pe timpul trecerii norului radioactiv, doza din inhalare este de regulă mult mai mare decât cea din radiația externă. Printr-o adăpostire adecvată în interior de ex. deplasarea sau rămânerea în interior, închiderea și etanșarea ușilor și ferestrelor, închiderea sistemelor de ventilație și etanșarea canalelor de ventilație, dozele prin inhalare pot fi reduse chiar cu un factor de zece. Structurile clădirilor reduc, de asemenea, în plus față de dozele prin inhalare, expunerea la radiațiile externe cu un ordin de mărime sau chiar mai mult, în funcție de tipul clădirii.
Adăpostirea nu poate fi corect menținută pentru o perioadă lungă și aceasta trebuie abandonată cât mai curând după ce norul radioactiv a trecut și când ieșirile scurte în exterior sunt posibile. Adăpostirea nu trebuie să dureze în mod normal mai mult de 24 ore. Protecția respiratorie improvizată este, de asemenea, recomandată în timpul adăpostirii și în special pe timpul ieșirilor în exterior. De asemenea, în urma perioadei de adăpostire și după ce norul a trecut este necesară ventilarea locuințelor. Pe timpul adăpostirii este necesar un mijloc eficient de comunicații cu cei cărora li se recomandă să se adăpostească pentru a transmite informații asupra situației.
Administrarea de iod stabil
Tiroida captează iodul cu o mare eficiență. Această proprietate transformă tiroida într-un organ țintă în cazul unei eliberări de iod radioactiv. Administrarea orală de iod stabil, iodură sau iodat de potasiu reduce eficient cantitatea de izotopi de iod radioactiv care ajung în glanda tiroidă. Administrarea iodului stabil nu reduce absorbția altor radionuclizi inhalați sau ingerați.
Absorbția de radioiod de către tiroidă este în general oprită în 5 minute de la administrarea a 100mg de iod stabil. Această cantitate (o tabletă corespunzătoare a 130mg iodură de potasiu) este recomandată, în general, să fie administrată la adulți. Cantitatea trebuie redusă la 50mg (o jumătate de tabletă) pentru femei gravide și copii cu vârsta între 3-12 ani și la 25mg pentru copii sub trei ani. La acest dozaj există un risc extrem de scăzut pentru efecte secundare ale ingestiei de iod stabil chiar și la populațiile cu dieta deficitară în iod. Tabletele de iod trebuie luate înaintea expunerii la radioiod sau cât mai curând posibil după aceasta. Acest lucru necesită ca distribuirea tabletelor de iod către populație să fie asigurată în avans. Auto-administrarea unor cantități mult mai mari de iod stabil trebuie, în orice caz, evitată.
Nivelurile de intervenție generice pentru acțiuni de protecție pe termen lung și nivelurile de acțiune generice pentru alimente, recomandate de câteva organizații internaționale, sunt date în tabelele următoare.

Acțiunea de protecție 	Nivelul de intervenție generic
(doza evitabilă prin acțiunea de protecție)
Adăpostire	10 mSv ca doză efectivă în mai puțin de 24 ore
Evacuare	50 mSv ca doză efectivă în mai puțin de 0 săptămână
Administrare de iod stabil	100 mGy ca doză absorbită pe tiroidă
Relocare temporară	30 mSv ca doză efectivă în prima lună
10 mSv ca doză efectivă în lunile următoare
Mutare permanentă	1000 mSv ca doză efectivă pe durata vieții

Radionuclid	Niveluri de acțiune generice pentru alimente (Bq/kg)
	Alimente destinate consumului general	Lapte, alimente pentru sugari și apă potabilă
Cs-134, Cs-137, Ru-103, Ru-106, Sr-89	1000	1000
I-131		100
Sr-90	100	100
Am-241, Pu-238, Pu-239, Pu-240, Pu-242	10	1